# Jens Risgaard Knudsen
Jens Risgaard Knudsen, född 14 april 1925 i Als, död 29 januari 1997 i Greve, var en dansk fackföreningsledare och socialdemokratisk politiker.
Knudsen var folketingsledamot 1964-1997 och Danmarks fiskeriminister 8 oktober 1964 – 2 februari 1968 respektive infrastrukturminister 26 oktober 1979 – 15 oktober 1981.
Knudsen var från början utbildad trädgårdsmästare. Han engagerade sig tidigt i Socialdemokratiet och i fackföreningsrörelsen; han var ordförande av Danmarks Socialdemokratiske Ungdom (DSU) i Ålborg (1945-1949), ordförande av Gartnernes Fagforening i Thisted (1946-1949), ordförande av Arbejdernes Fællesorganisation (1949), föregångaren till dagens LO Danmark, och sekreterare i Dansk Gartnerforbund (1949-1959, tillika vice ordförande 1954-1959). Han var slutligen sekreterare i LO Danmark (1959-1964) innan han påbörjade sin politiska karriär. Han blev invald i Folketinget 1964 för Socialdemokratiet och efterträdde i oktober samma år Hans Larsen-Bjerre som fiskeriminister. Detta uppdrag innehade han till regeringens avgång i februari 1968 och han fortsatte som ordinarie folketingsledamot. Han var partiets gruppordförande 1973 och 1975-1978 och vice gruppordförande 1973-1975. Han var även ordförande av arbetsmarknadsutskottet (1977-1978) och dansk delegat i Nordiska rådet (1973-1978). Han lämnade uppdraget som gruppordförande efter att Socialdemokratiet bildade regering med Venstre 1978, vars politik han och LO inte vill stödja. Denna regeringskoalition upplöstes redan 1979 och Knudsen utsågs till ny infrastrukturminister. Som sådan tog han bl.a. beslut om byggandet av Faröbroarna. Under hans tid som minister uppstod en kris inom det danska postväsendet, som drabbats av besparingar och resursbrist, vilket ledde till att han fick utså kritik från bl.a. partikamraterna Kristian Albertsen och Otto Mørch. Knudsen meddelade sin avgång 15 oktober 1981 då han ansåg att han inte fick tillräckligt från sitt eget parti. Både Albertsen och Mørch avsattes sedan av partigruppen från sina tyngre poster. Knudsen fortsatte som folketingsledamot till sin död 1997.
På grund av sin förmåga att förhandla och sin kunnighet om det politiska arbetet tilldelades han smeknamnet "Rigstaktikeren".